# Un hombre y un Colt
Un hombre y un Colt es un spaghetti western del año 1967 dirigido por el director argentino Tulio Demicheli, y protagonizado por Claudio Undari (aquí Robert Hundar) y Fernando Sancho.

## Argumento
Dakota Joe es un asesino a sueldo, el cual es llamado por el hacendado Carlos para que elimine al médico de un pueblo, ya que forma parte de una revolución. Después de una aventura con unos bandidos, llega hasta Don Carlos, que le indica el lugar donde se encuentra su próximo objetivo. En casa de Carlos, encuentra al jefe de los bandidos con el que entabla amistad, y éste consigue convencer a Dakota para que dé el golpe en perjuicio de Carlos. Dakota actúa en favor de Pedro, el jefe de los bandidos, pero cuando huyen con el dinero, Pedro abandona a Dakota en el desierto.
- Datos: Q1192808